# Eksploatacja górnicza
Eksploatacja górnicza – zespół czynności mający na celu wydobycie kopaliny użytecznej z miejsca jej występowania. Rozróżniamy eksploatację podziemną, otworową i eksploatację odkrywkową. Eksploatacja prowadzona jest najczęściej w ramach robót górniczych.
W wyniku eksploatacji górniczej mogą powstawać szkody górnicze.